# Badrissein Sital

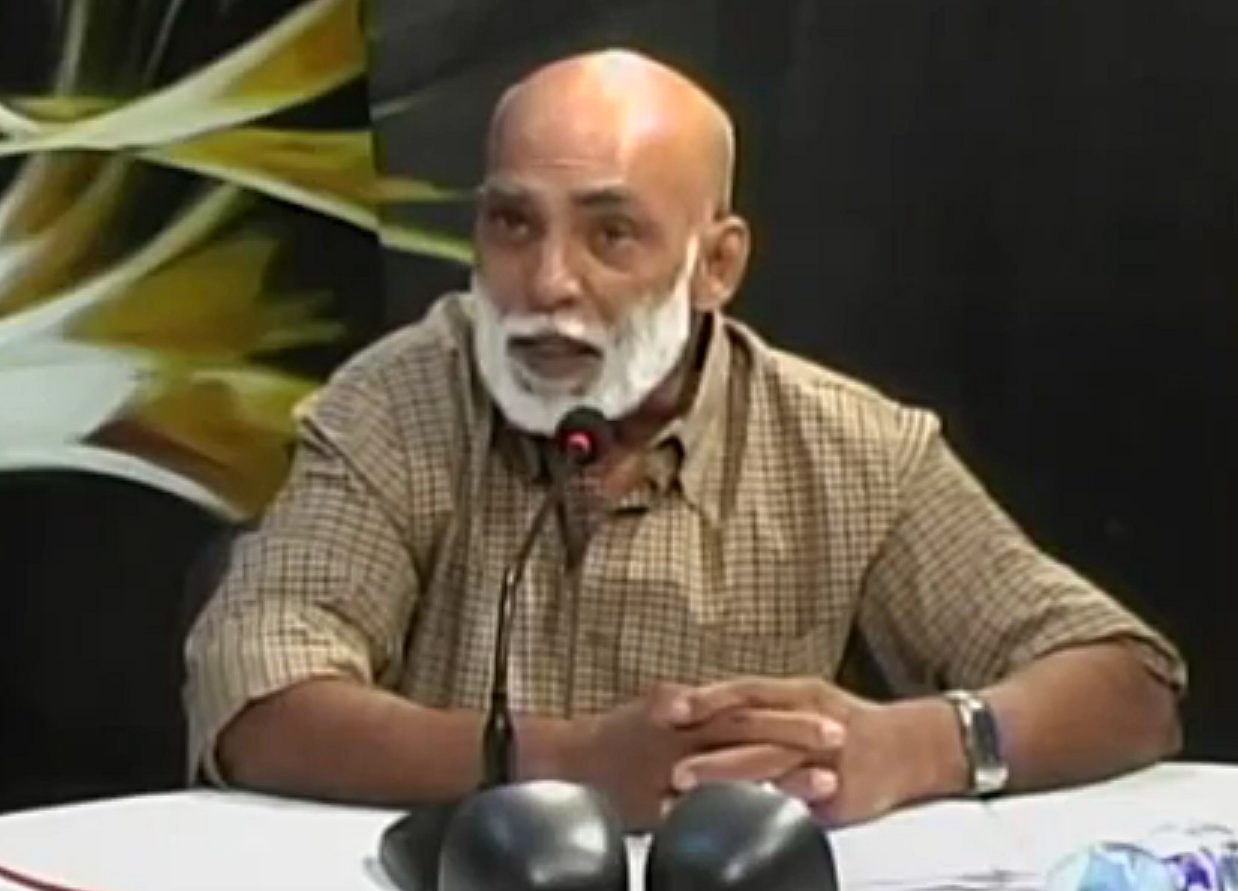
Sital in 2014

Badrissein Sital, ook wel geschreven als Badrisein Sital (1946 – Paramaribo, 10 februari 2017), was een Surinaams militair en politicus. Hij was lid van de Nationale Militaire Raad en minister van Volksgezondheid. Hij wordt verdacht van medeplichtigheid aan de Decembermoorden van 1982.

## Biografie
Badrissein Sital werd geboren als zoon van een landbouwer. In 1980 was hij sergeant-majoor in het Nationaal Leger van Suriname, en een van de leiders van de Bond voor Militair Kader (BOMIKA), een vakbond voor militairen. De regering-Arron was tegen de oprichting van militaire vakbonden en liet begin 1980 een drietal leiders van de BOMIKA, Ramon Abrahams, Laurens Neede en de toen 33-jarige Badrissein Sital gevangennemen. Dit vormde de directe aanleiding voor de door sergeant-majoor Desi Bouterse geleide staatsgreep op 25 februari 1980, de zogenoemde Sergeantencoup. Sital hoorde overigens niet bij de "Groep van 16", de groep sergeants die de coup pleegden.
Na de coup werd Sital voorzitter van de Nationale Militaire Raad (NMR), het militaire gezag. Verder bestond de NMR uit Laurens Neede, Chas Mijnals, Roy Horb, Ramon Abrahams, Desi Bouterse, Michel van Rey en Stanley Joeman. Sital stond een radicale linkse koers voor, een revolutie naar het voorbeeld van onder andere Cuba. In de zomer van 1980 ging hij naar Nicaragua waar hij een persoonlijke gesprek had met de Cubaanse leider Fidel Castro. Bij terugkomst in zijn vaderland meldde hij enthousiast dat de sandinisten, die een jaar eerder in geheel Nicaragua de macht hadden overgenomen, bereid waren Suriname te helpen. Dit streven naar een radicale linkse koers bracht hem in botsing met zijn medeleden van de NMR, met name Desi Bouterse en Roy Horb, die daar niets voor voelden. Bouterse en Horb lieten na de administratieve coup van 13 augustus 1980 Sital en twee gelijkgestemden, Joeman en Mijnals, gevangenzetten op beschuldiging van het beramen van een linkse coup. Er volgde een rechtszaak tegen Sital die verdedigd werd door Gerard Spong en John Baboeram. Sital werd veroordeeld tot twee jaar gevangenisstraf. In de gevangenis werd hij veelvuldig bezocht door Desi Bouterse die veel sympathie voor zijn ideeën opvatte en al na twee maanden volgde Sitals vrijlating. Medio 1981 werd Sital benoemd tot minister van Volksgezondheid in het kabinet van Henk Chin A Sen en in dezelfde functie kwam hij terug in het kabinet van Henry Neijhorst. Ook andere (voormalige) leden van de NMR werden in die periode minister; zo werd Van Rey minister van Leger en Politie en Neede eerst onderminister van Politie en later minister van Leger en Politie.

### Decembermoorden
Op 8 december 1982 vonden de Decembermoorden plaats. Sital speelde bij de uitvoering een ondergeschikte rol; hij moest ervoor zorgen dat het rustig bleef in Paramaribo. Hij was echter binnen het militaire bewind wel een van degenen die de moorden voorbereidde. Het scenario zou hij samen met Errol Alibux, Paul Bhagwandas, Desi Bouterse en Roy Horb (de zogenoemde "bloedraad") in elkaar gezet hebben. Ook zou hij tijdens de moorden in Fort Zeelandia aanwezig zijn geweest. Jaren later verdedigde Sital de Decembermoorden nog als "iets dat gewoon nodig was".
Naar aanleiding van de gebeurtenissen in Fort Zeelandia stapte het gehele kabinet-Neijhorst op en in maart 1983 kwam een nieuw kabinet tot stand onder leiding van premier Alibux, met Sital als minister van Cultuur, Jeugd, Sport en Volksmobilisatie. In juni 1983 bood hij zijn ontslag aan vanwege meningsverschillen tussen Sital die een meer links beleid voorstond en Bouterse. Hierna vertrok Sital voor een jaar naar Cuba.

### Na het militaire bewind
In 1987 vonden democratische verkiezingen plaats, waarna Ramsewak Shankar president werd. Eind 1992 moest Bouterse opstappen als bevelhebber van het Nationaal Leger na een conflict met de regering. De regering wees Arthy Gorré aan als Bouterses opvolger, maar de top van leger, waaronder (inmiddels) majoor Sital als stafchef, was tegen de benoeming van Gorré. De regering zette echter toch door en in 1993 stapte Sital, met de rest van de legertop op.
De relatie met Bouterse bekoelde later aanzienlijk. Sital werd na zijn ontslag uit de militaire dienst benoemd tot voorzitter van de Stichting Machinale Landbouw, een staatsbedrijf in Wageningen voor met name rijstproductie. Uit deze functie werd hij in 1998 op aanwijzing van Bouterse ontslagen. Later was er ook regelmatig geruzie binnen de Nationale Democratische Partij (NDP) van Suriname, de partij waar Sital prominent lid van is en Bouterse voorzitter. Zo riep Sital in 1999 Bouterse nog op om op te stappen als voorzitter van de NDP.
In 2005 werd een voorlopige lijst naar buiten gebracht met de verdachten van de Decembermoorden die terecht zouden moeten staan. Sital stond ook op deze lijst. Hij diende een verzoekschrift in om van de lijst afgehaald te worden of het proces direct te starten. "Ik wil berecht worden en geen flauwekul", liet hij aan journalisten weten. Het proces begon uiteindelijk op 30 november 2007.
Aan het begin van de 21e eeuw had Sital op verzoek van Bouterse twaalf jaar lang geen enkel onderling contact. In die tijd had hij op de private markt de verantwoordelijkheid voor de marketing van twee rijstbedrijven. Na de verkiezingen van 2010 werd hij op verzoek van Bouterse hoofd van het Rijstorgaan. Sital werd hierbij belast met de taak om voor de nieuwe regering een herstelplan op te stellen om de rijstproductie op te voeren.
Bouterse en Sital raakten raakten vanaf 2011 opnieuw van elkaar verwijderd, toen de afdelingsstructuren van het NDP-district Saramacca de kandidaat van het hoofdbestuur, Roline Samsoedien, afwezen als nieuwe districtscommissaris en Aroenkoemar Ramdhani naar voren schoven. Uiteindelijk vond de beëdiging van Ramdhani pas een half jaar later plaats, op 17 augustus 2011. In april 2014 hield Bouterse een herschikking van een aantal commissarissen, waarna Ramdhani naar het kleinste district Coronie verdween. Hierna ontstond een conflict om het lijsttrekkerschap tussen Sital en Clifton Koorndijk tegenover Robby Malhoe en het hoofdbestuur die Malhoe naar voren had geschoven. Hierna bracht het hoofdbestuur buiten de lokale structuren om Mahabier als vervanger naar voren. Sital en Koorndijk werden twee dagen na de verkiezingen van 2015 als NDP-lid geroyeerd.
Badrissein Sital overleed in 2017 op 70-jarige leeftijd in een ziekenhuis in Paramaribo.